# ردود الفعل على وفاة إليزابيث الثانية

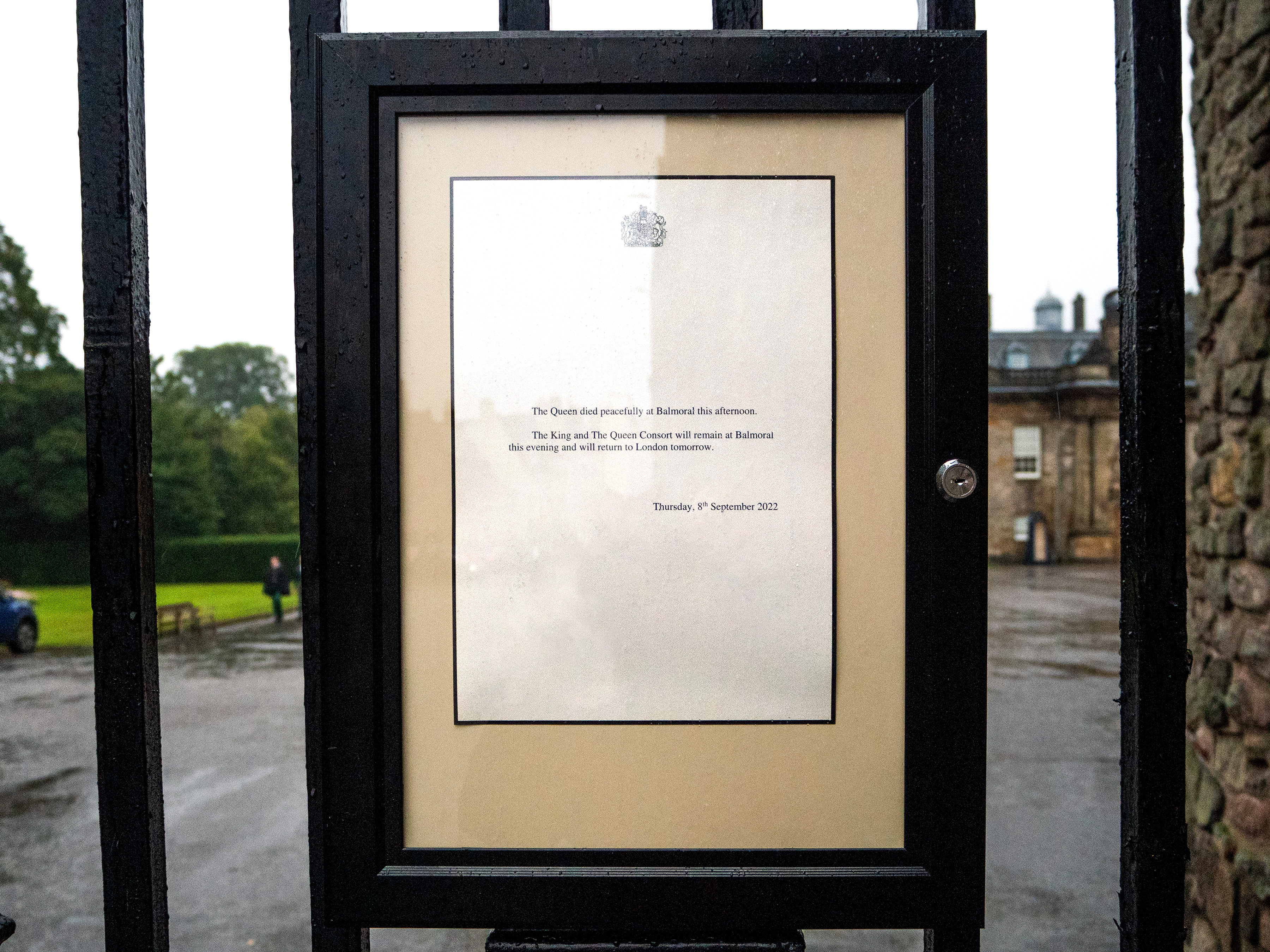
إعلان وفاة الملكة إليزابيث الثانية في قصر هوليرود

توفيت إليزابيث الثانية ملكة المملكة المتحدة ودول الكومنولث الأخرى، في 8 سبتمبر عام 2022، عن عمر يناهز 96 عامًا، لتتوالى ردود الفعل من جميع أنحاء العالم. أشاد الملك الجديد تشارلز الثالث بذكرى «ماما الحبيبة» في بث إلى الكومنولث في اليوم التالي. وأشاد السياسيون في جميع أنحاء الكومنولث بالملكة، وأشادوا بخدمتها العامة الطويلة. مثلما قدمت الشخصيات السياسية في بقية أنحاء العالم تعازيهم وإشادتهم، وكذلك فعل أفراد العائلات المالكة والزعماء الدينيون والشخصيات العامة الأخرى.
جرى إحياء ذكراها في العديد من المعالم العالمية، مع إضاءة بعضها بألوان علم الاتحاد أو إضاءة صورة إليزابيث. وقد قدمت العديد من المنظمات تعازيها، وتوقفت بعض العمليات أو ألغيت الفعاليات. قطعت بي بي سي وآي تي في والقناة البريطانية الرابعة البرامج التلفزيونية لتغطية الأخبار، بينما خصصت وسائل الإعلام المطبوعة الأغلفة الأمامية بأكملها تكريمًا لها.
وتفاعل الناس مع الحدث على وسائل التواصل الاجتماعي بشكل كبير، حيث أرسل العديد منهم التعازي إلى العائلة المالكة أو شكروا الملكة على عملها. وناقش آخرون إرث الإمبراطورية البريطانية وإلغاء النظام الملكي. وتخلل الأحداث الرياضية التي أقيمت بعد وفاتها دقيقة صمت.

## العائلة المالكة
التصريحات الرسمية والتكريم من أفراد أسرة العائلة المالكة البريطانية بوفاة جلالة الملكة إليزابيث الثانية.

أصدر الملك تشارلز الثالث، خليفة إليزابيث الثانية، بيانًا فور وفاة والدته:
إن وفاة والدتي الحبيبة، جلالة الملكة، لحظة حزن عميق لي ولجميع أفراد عائلتي. إننا حزينون على وفاة ملكة عزيزة وأم محبوبة للغاية. أعلم أن خسارتها ستكون محسوسة في جميع أنحاء البلاد، والأقاليم والكومنولث، ومن قبل عدد لا يحصى من الناس في جميع أنحاء العالم. خلال فترة الحداد والتغيير هذه، سأشعر أنا وعائلتي بالراحة والثبات من خلال معرفتنا بالاحترام والمودة العميقة التي حظيت بها الملكة على نطاق واسع.
- تشارلز الثالث

ألقى تشارلز خطابه الأول للأمة والكومنولث في 9 سبتمبر في الساعة 6 مساءً، بالتوقيت الصيفي البريطاني، لينعي فيه والدته، وأشاد بابنه ويليام وأعلنه أميرًا لويلز. قال في خطابه:
إلى والدتي الحبيبة، ها أنت تبدأين رحلتك العظيمة الأخيرة إلى جوار أبي، أود أن أقول: شكرًا لك، شكرًا على حبك وتفانيك لعائلتنا ولعائلات الأمم التي خدمتيها بجد طوال هذه السنوات. «لعل الملائكة ترنم لها، وترشدها إلى الراحة».
- تشارلز الثالث

### أمير ويلز
أصدر ويليام أمير ويلز بيانًا في 10 سبتمبر نحو الساعة 4:30 مساءً. بالتوقيت الصيفي البريطاني، حيث عبر عن حزنه على جدته إليزابيث الثانية وأشاد بها. نص بيانه:
يوم الخميس فقد العالم زعيمًا غير عادي، كان التزامها تجاه البلد والأقاليم والكومنولث مطلقًا. سيقال الكثير في الأيام المقبلة حول معنى حكمها التاريخي. لقد فقدت جدتي. وبينما سأحزن على خسارتها، أشعر أيضًا بالامتنان بشكل لا يصدق. لقد استفدت من حكمة الملكة وطمأنتها في عقدي الخامس. حصلت زوجتي على عشرين عامًا من التوجيه والدعم. استطاع أطفالي الثلاثة قضاء إجازاتهم معها وصنع ذكريات تدوم طوال حياتهم. كانت بجانبي في أسعد لحظاتي. وكانت بجانبي خلال أتعس أيام حياتي. كنت أعلم أن هذا اليوم سيأتي، لكن سيمر بعض الوقت قبل أن تشعر بحقيقة الحياة دون الجدة بأنها واقعية حقًا. أشكرها على اللطف الذي أظهرته لي ولعائلتي. وأشكرها نيابة عن جيلي على تقديم مثال للخدمة والكرامة في الحياة العامة التي كانت من عصر مختلف، ولكنها دائمًا ما كانت ذات صلة بنا جميعًا. قالت جدتي الشهيرة إن الحزن هو الثمن الذي ندفعه مقابل الحب. وكل الحزن الذي سنشعر به في الأسابيع المقبلة سيكون دليلًا على الحب الذي شعرنا به تجاه ملكتنا غير العادية. سأكرم ذكراها من خلال دعم والدي الملك بكل طريقة ممكنة. 
- ويليام أمير ويلز

### دوق ساسيكس
أصدر الأمير هاري دوق ساسيكس بيانًا في 12 سبتمبر عام 2022 على موقعه على الإنترنت: 
في إحياء لذكرى حياة جدتي جلالة الملكة وفي الحداد على فقدانها، نتذكر جميعًا بأنها كانت البوصلة التوجيهية بالنسبة للكثيرين في التزامها بالخدمة والواجب. وكانت تحظى بإعجاب واحترام عالميًا. ظلت كرامتها ونعمتها التي لا تتزعزع حقيقة طوال حياتها والآن إرثها الأبدي. دعونا نردد الكلمات التي قالتها بعد وفاة زوجها الأمير فيليب، وهي كلمات يمكن أن تجلب لنا الراحة جميعًا الآن: «الحياة، بالطبع، تتكون من فراق أخير بالإضافة إلى لقاءات أولى». جدتي، في حين أن هذا الفراق الأخير يجلب لنا حزنًا كبيرًا، فأنا ممتن إلى الأبد لجميع لقاءاتنا الأولى من ذكريات طفولتي الأولى معك، إلى مقابلتك لأول مرة كقائد عام، إلى اللحظة الأولى التي التقيت فيها زوجتي الحبيبة وعانقت أحفاد أحفادك المحبوبين. أعتز بهذه الأوقات التي شاركتها معك، والعديد من اللحظات الخاصة الأخرى بينهما. نفتقدك بشدة، ليس فقط من جانبنا، ولكن كل العالم يفتقدك. وفيما يتعلق باللقاءات الأولى، فإننا نكرم والدي الآن في دوره الجديد الملك تشارلز الثالث. شكرًا لك على التزامك بالخدمة. شكرًا لك على نصيحتك السليمة. شكرًا لك على ابتسامتك المعدية. نحن أيضًا نبتسم ونحن نعلم أنه جرى لم شملك أنت وجدي الآن، وكلاكما معًا في سلام.
- الأمير هاري دوق ساسيكس

### الأميرة الملكية
أصدرت آن الأميرة الملكية بيانًا في 13 سبتمبر عام 2022، على الموقع الرسمي للعائلة المالكة. نص بيانها:
كنت محظوظًة لمشاركة آخر 24 ساعة من حياة والدتي العزيزة. لقد كان شرفًا وامتيازًا أن أرافقها في رحلاتها الأخيرة. إن مشاهدة الحب والاحترام الذي أظهره الكثيرون في هذه الرحلات كان أمرًا ممتعًا ومريحًا. سنشارك جميعًا ذكريات فريدة. أقدم شكري لكل من يشاركنا إحساسنا بالخسارة. ربما جرى تذكيرنا بمدى وجودها ومساهمتها في هويتنا الوطنية التي أخذناها كأمر مسلم به. كما أنني ممتنة جدًا للدعم والتفهم المقدمين لأخي العزيز تشارلز حيث يقبل المسؤوليات الإضافية كملك. إلى والدتي الملكة شكرًا لك.
- آن، الأميرة الملكية

### إيرل وسكس وفورفار
أصدر الأمير إدوارد وإيرل وسكس وفورفار بيانًا في 16 سبتمبر عام 2022 من موقع قصر باكنغهام. نص بيانه:
كعائلة، نشأنا على تعلم مشاركة والدينا، وخاصة أمنا الحبيبة، مع الأمة والأقاليم والكومنولث. بينما كان من الرائع قضاء بعض الوقت في توديعها بشكل خاص في بالمورال، فقد حان الوقت الآن للسماح للآخرين أن يكونوا قادرين على توديعها. لقد غمرتنا موجة المشاعر التي اجتاحتنا والعدد الهائل من الأشخاص الذين بذلوا قصارى جهدهم للتعبير عن حبهم وإعجابهم واحترامهم لمثل هذه الإنسانة المميزة والفريدة التي كانت دائمًا موجودًة من أجلنا. والآن، نحن هناك من أجلها، متحدين في حزننا. شكرًا لك على دعمك، ليس لديك أي فكرة عن مقدار هذا الدعم. لقد تركت وفاة الملكة فراغًا لا يمكن تصوره في حياتنا. لقد سررت أنا وصوفي كثيرًا برؤية جيمس ولويز يستمتعان بالأماكن والأنشطة التي أحبها جداهما كثيرًا. بالنظر إلى أن والدتي سمحت لنا بقضاء الكثير من الوقت معها، أعتقد أنها استمتعت أيضًا بمشاهدة هذه المشاعر تتفتح. تلك الأوقات معًا، تلك الذكريات السعيدة، أصبحت الآن ثمينة للغاية لكل واحد منا. فليبارك الله جلالة الملكة، وآمل أن تظل ذكراها محترمة لفترة طويلة حتى مع انتقال المسؤولية التي حملتها على مدار السبعين عامًا الماضية الآن إلى الجيل التالي وإلى أخي تشارلز. يحيا الملك.
- الأمير إدوارد، إيرل وسكس وفورفار